# Glympis eraconalis
Glympis eraconalis là một loài bướm đêm trong họ Erebidae.